# (1079) Mimosa
(1079) Mimosa es un asteroide perteneciente al cinturón de asteroides descubierto por Georges Achille van Biesbroeck desde el Observatorio Yerkes de Williams Bay, Estados Unidos, el 14 de enero de 1927.

## Designación y nombre
Mimosa se designó al principio como 1927 AD.
Más adelante fue nombrado por las mimosas, una planta de la familia de las leguminosas.

## Características orbitales
Mimosa orbita a una distancia media de 2,876 ua del Sol, pudiendo acercarse hasta 2,738 ua y alejarse hasta 3,014 ua. Tiene una inclinación orbital de 1,178° y una excentricidad de 0,04798. Emplea en completar una órbita alrededor del Sol 1781 días.
Mimosa forma parte de la familia asteroidal de Coronis.